# Miniopterus griveaudi
El murciélago de dedos largos de Griveaud (Miniopterus griveaudi) es una especie de murciélago del género Miniopterus que vive en Gran Comora y Anjouan (Comoras) y en el norte y oeste de Madagascar. Fue caracterizado inicialmente en 1959 como subespecie de la especie continental M. minor, a partir de un ejemplar encontrado en Gran Comora. Posteriormente se lo clasificó dentro de la especie malgache M. manavi. Aun así, estudios morfológicos y moleculares publicados en 2008 y 2009 revelaron que el taxón M. manavi, tal como se lo definía entonces, contenía cinco especies diferentes no relacionadas entre sí, de forma que el murciélago de dedos largos de Griveaud fue vuelto a clasificar como una especie distinta que vive tanto en Madagascar como en las Comoras.
Con sus antebrazos de entre 35 y 38 mm de longitud, el murciélago de dedos largos de Griveaud es una especie pequeña de Miniopterus. Suele ser de color marrón oscuro (algunos ejemplares son rojizos). El trago (una proyección del interior de la oreja) es estrecho y tiene la punta redondeada. El uropatagio (membrana caudal) es casi completamente lampiño. En el cráneo, el paladar es cóncavo y el rostro redondeado. La especie vive a altitudes de hasta 480 m en Madagascar. En las Comoras, vive a altitudes de hasta 890 m y se acopla en tubos de lava y cuevas de poca profundidad. Los datos que se tienen sobre la reproducción de esta especie son escasas y parece que el proceso varía entre individuos y entre poblaciones de diferentes islas.

## Taxonomía
En 1959, David Harrison descubrió un pequeño murciélago Miniopterus en la isla de Gran Comora, una subespecie de la especie M. minor, presente en la África continental. El nombre específico griveaudi es un homenaje a Paul Griveaud que recogió los especímenes que usó Harrison para describir esta subespecie. Esta clasificación estuvo vigente durante las siguientes décadas. En 1992, Javier Juste y Carlos Ibáñez reconocieron cinco subespecies de M. minor, incluyendo griveaudi, que se extendían desde Santo Tomé y Príncipe hasta Madagascar. En su revisión de los murciélagos de Madagascar, publicada en 1995, Randolph Peterson y colaboradores reconocieron el pequeño Miniopterus de Madagascar como perteneciente a una especie distinta, M. manavi, con M. griveaudi como subespecie. En 2007, Juste y sus colaboradores revisaron las relaciones del grupo M. minor mediante secuencias de ADN del gen del citocromo mitocondrial. y descubrieron que M. griveaudi (de Gran Comora), M. manavi (de Madagascar) y M. minor newtoni (actualmente Miniopterus newtoni, de Santo Tomé y Príncipe) no eran parientes cercanos. Aun así, los ejemplares de M. manavi que utilizaron en su estudio eran en realidad especímenes de M. majori que los investigadores habían identificado incorrectamente.
En otro estudio molecular, publicado en 2008 y basado en secuencias de citocromo y bucles de desplazamiento mitocondriales, Nicole Weyeneth y sus colaboradores descubrieron que los ejemplares de Miniopterus manavi que habían sido examinados pertenecían en realidad a dos clados diferentes de relación lejana: uno con especímenes de Madagascar, Anjouan y Gran Comora y el otro con especímenes de Madagascar y Anjouan. Al año siguiente, Steven Goodman y sus colaboradores exploraron en más detalle las relaciones entre los murciélagos clasificados como M. manavi. Basándose en secuencias de citocromo y comparaciones morfológicas, encontraron que lo que se denominaba M. manavi eran realmente cinco especies diferentes sin parentesco cercano entre sí: un ejemplo de evolución convergente. Hasta cuatro especies de este grupo pueden coexistir en un mismo hábitat. Además determinaron que M. griveaudi, ya reconocido como especie de pleno derecho, vivía en Gran Comora, Anjouan y el norte y el oeste de Madagascar, mientras que M. manavi estaba restringido al margen oriental de las Tierras altas centrales de Madagascar. Describieron otras tres nuevas especies: M. aelleni, de Anjouan y el norte y el oeste de Madagascar; M. brachytragos, norte y el oeste de Madagascar; y M. mahafaliensis, del suroeste de Madagascar. Las secuencias de citocromo indican que el murciélago de dedos largos de Griveaud ocupa una posición aislada entre los Miniopterus del continente africano y los de Madagascar.

## Morfología
El murciélago de dedos largos de Griveaud es una especie de Miniopterus pequeña y de color marrón oscuro. M. aelleni tiene un color similar, pero M. manavi es más oscuro y M. brachytragos y M. mahafaliensis son más claros. A veces, las partes superiores del cuerpo son de color marrón rojizo. Esta variante cromática es más frecuente en las poblaciones de las Comoras que en las de Madagascar. En las Comoras, algunas colonias o grupos individuales se componen exclusivamente de ejemplares del mismo color, pero no parece haber diferencia genética entre las dos variantes.  El trago (una proyección situada cerca interior de la oreja) es largo, tiene una base ancha con una cresta cerca y acaba en una punta ligeramente redondeada. Otras especies tienen el trago de forma diferente. La membrana alar también es marrón, pero el uropatagio (membrana caudal es más claro. El plagiopatagio (parte proximal de la membrana alar) y el uropatagio se unen a la parte superior de las patas al mismo nivel cerca del tobillo. El uropatagio tiene una cobertura escasa de pelos delgados que son casi invisibles al ojo desnudo. M. manavi, M. mahafaliensis y M. brachytragos, en cambio, tienen el uropatagio bien peludo, mientras que M. aelleni tiene pocos pelos, que son delgados pero claramente visibles. Hay algunas diferencias en la medida de las diferentes poblaciones. Los individuos de Gran Comora suelen ser los más grandes y los de Madagascar suelen ser los más pequeños, mientras que los de Anjouan tienen una medida intermedia.
| Isla                                                                                                  | n     | Largo total  | Cola         | Pota posterior | Tragus    | Oreja        | Antebrazo    | Peso          |
| --- | ----- | ------------ | ------------ | -------------- | --------- | ------------ | ------------ | ------------- |
| Anjouan                                                                                               | 38    | 87,8 (85–91) | 41,0 (38–44) | 5,0 (4–6)      | 5,2 (5–6) | 10,1 (9–11)  | 36,8 (35–38) | 4,8 (3,8–5,8) |
| Gran Comora                                                                                           | 34–37 | 83,6 (80–89) | 39,4 (35–42) | 4,9 (4–5)      | 5,8 (5–6) | 10,3 (10–11) | 36,3 (35–38) | 4,4 (3,6–5,8) |
| Madagascar                                                                                            | 18    | 89,3 (86–93) | 40,1 (35–43) | 5,8 (5–7)      | 5,9 (5–7) | 10,4 (9–11)  | 36,9 (35–38) | 5,4 (4,1–7,1) |
| «Media (mínima-máxima)». Las medidas se dan en milímetros, excepto el peso, que se expresa en gramos. |       |              |              |                |           |              |              |               |

El murciélago de dedos largos de Griveaud tiene un cariotipo de 46 cromosomas con un total de 50 brazos mayores que los autosomas (cromosomas no sexuales). El cromosoma X es centrómero (tiene un brazo algo más largo que el otro), mientras que el cromosoma Y es pequeño y acrobático (tiene un brazo muy corto y uno de muy largo). El cariotipo se conserva en las diferentes especies de Miniopterus; el número de cromosomas y brazos es idéntico en M. griveaudi.
En el cráneo, el rostro es redondeado. El surco central de la depresión nasal es relativamente ancho, en comparación con M. manavi. Los huesos frontales presentan una cresta sagital muy desarrollada. En una parte posterior del neuroendocrino. La parte central del paladar es cóncava, igual que en M. brachytragos y M. mahafaliensis, pero a diferencia y de M. aelleni y M. manavi, que tienen el paladar plano. El margen posterior del paladar presenta una espina palatal posterior larga y robusta.

## Distribución y ecología
En Madagascar, el ámbito de distribución del murciélago de dedos largos de Griveaud se extiende a lo largo de las tierras bajas occidentales hasta Ankarana, al extremo norte de la isla, y también al este de Madagascar, al sur de cercana Daraina. Vive a altitudes de hasta 480 metros. Su ámbito de distribución es muy similar al de M. alleni, que frecuentemente se encuentra en los mismos bosques y cuevas. A pesar de que se ha publicado información ecológica y etológica sobre M. manavi, el descubrimiento de que este grupo contiene varias especies crípticas, varias de las cuales pueden convivir en una misma localidad, hace que sea difícil relacionar estos datos con una especie concreta; aun así, las especies de Miniopterus se suelen alimentar de insectos. M. griveaudi apareció como especie con datos insuficientes a la Lista Roja de la UICN de 2008, pero esta edición data de antes del reconocimiento de la especie en Anjouan y Madagascar.
El murciélago de dedos largos de Griveaud vive a altitudes entre 15 y 670 metros en Gran Comora y entre 5 y 890 metros en Anjouan. En las Comoras, vive en cuevas y en tubos de lava como estructuras menos profundas. En las Comoras, se lo ha observado compartiendo una cueva con otra especie de murciélago, Rousettus obliviosus. También se han visto ejemplares de este murciélago abandonando una cueva de Gran Comora con la puesta de sol. La mayoría de los ejemplares de murciélago de dedos largos de Griveaud observados en pleno día, se encontraban en bosques, pero esto podría ser una consecuencia de la carencia de observaciones a zonas abiertas. En las cuevas, los individuos se reúnen o bien en grupos grandes de más de 50 murciélagos no reproductivos o bien en grupos más pequeños de no más de cinco murciélagos en periodo de reproducción. Lo poco que se sabe de su reproducción indica que hay diferencias significativas entre individuos y entre islas. En dos cuevas de Gran Comora estudiadas en noviembre de 2006, todas las hembras estaban embarazadas con un único embrión con una longitud entre 14 y 19 mm, pero ninguno de los machos estaban en periodo reproductivo. En otra cueva, ninguno de los murciélagos observados a la misma fecha (todos machos) no estaba en periodo reproductivo. Ninguno de los murciélagos capturados en una cueva en abril del 2007 presentaba señales de actividad reproductora. En Anjouan, ninguno de los murciélagos de dos cuevas estudiadas a finales de noviembre del 2006 estaban en periodo reproductivo.
A pesar de que los especímenes de murciélago de dedos largos de Griveaud sólo difieren en un 0,6 % de las secuencias de citocromo, los análisis de bucles de desplazamiento muestran algunas diferencias entre las poblaciones insulares. Estos datos sugieren que la especie apareció en Madagascar, donde todavía queda una población grande y estable, y después colonizó Gran Comora y Anjouan de manera independiente. Después, las poblaciones de Gran Comora y Anjouan habrían entrado en contrato e iniciado un proceso de flujo génico entre las diferentes islas.